# 艾爾斯灣
艾爾斯灣（英語：Eyres Bay）是南極洲的海灣，位於威爾克斯地的風車群島南端，根據美國海軍拍攝的空中照片繪入地圖，現時由南極條約體系管理。
66°29′S 110°28′E / 66.483°S 110.467°E